# Williamsgambiet
Het Willamsgambiet is in de opening van een schaakpartij een variant van de Birdopening 1. f4. die te vinden is onder de flankspelen. De openingszetten van dit gambiet zijn 1. f4 d5 2. e4 en het valt onder ECO-code A03. De opening is vernoemd naar de Amerikaanse schaker William L. Williams.
Bij verwisseling van de witte zetten 1. e4 d5 2.f4 ontstaat dezelfde stelling, maar dan is het Scandinavisch.